# Изатоевый ангидрид
Изатоевый ангидрид представляет собой химическое соединение из группы азотно-кислородных гетероциклов с кетогруппой.

## Реакции
Гидролиз даёт углекислый газ и антраниловую кислоту. Алкоголиз протекает аналогично, давая эфир:
C 6 H 4 C 2 O 3 NH + ROH → C 6 H 4 (CO 2 R) (NH 2) + CO 2
Амины также влияют на раскрытие кольца. Активные соединения и метиленовых карбанионы заменить кислород, давая гидроксильные хинолинон производные. Депротонирование с последующим алкилированием даёт N-замещённые производные. Азид натрия даёт бензимидазолон через изоцианат. Изатоевый ангидрид используется в качестве вспенивающего агента в полимерной промышленности, поскольку он выделяет двуокись углерода.
Изатоевый ангидрид может быть получен путем пропускания фосгена в раствор антраниловой кислоты в водной соляной кислоте. Этот синтез был впервые выполнен в 1899 году Э. Эрдманом на основе открытий в области синтеза П. Фридлендера.

## Свойства
Изатоевый ангидрид представляет собой горючее чувствительное к влаге бежевое твёрдое вещество без запаха, которое очень слабо растворяется в воде. Разлагается при нагревании выше 350 ° С..

## Применение
Изатный ангидрид является промежуточным продуктом для различных применений. Он используется в покрытиях и служит исходным материалом для агроактивных ингредиентов.